# Lástima que sean ajenas
Lástima que sean ajenas es el nombre del álbum número 24 del cantante mexicano Pepe Aguilar, fue lanzado el 17 de septiembre de 2013 en México y el 8 de octubre del mismo año en Estados Unidos. El álbum contiene 10 canciones como un homenaje a Vicente Fernández.  Este álbum está producido de forma independiente y distribuido por Sony Music.

## Sencillos
«Lástima que seas ajena» es el primer sencillo del álbum lanzado el lunes 5 de agosto de 2013 como descarga digital. Esta canción está compuesta por Jorge Massias (Jorge Macías Gómez).

## Sencillos promocionales
«Mujeres Divinas» fue lanzado como sencillo promocional el lunes 2 de septiembre de 2013 como descarga digital.
«De 7 a 9» fue lanzado el lunes 9 de septiembre de 2013 como segundo sencillo promocional del álbum.

## Lista de canciones
| N.º   | Título                    | Escritor(es)                              | Duración |  |
| 1.    | «El tapatío»              | Brigido Ramírez Medina                    | 3:07     |  |
| 2.    | «Lástima que seas ajena»  | Jorge Macías Gómez "Massías"              | 4:24     |  |
| 3.    | «Acá entre nos»           | Martín Urieta                             | 3:17     |  |
| 4.    | «Cuanto te debo»          | Roberto Cantoral García, Dino Ramos       | 2:47     |  |
| 5.    | «Qué bonita, qué bonita»  | Manuel Flores Monterrosas                 | 3:00     |  |
| 6.    | «Por tu maldito amor»     | Federico Méndez Tejeda                    | 3:58     |  |
| 7.    | «Dolor»                   | Chucho Monge                              | 3:12     |  |
| 8.    | «Hermoso Cariño»          | Fernando Z. Maldonado                     | 2:42     |  |
| 9.    | «De que manera te olvido» | Federico Mendez Tejeda                    | 2:57     |  |
| 10.   | «La ley del monte»        | José Ángel Espinoza Aragón "Ferrusquilla" | 2:53     |  |
| [ 6 ] |                           |                                           |          |  |

| Edición Especial |                               |                           |          |  |
| N.º              | Título                        | Escritor(es)              | Duración |  |
| 11.              | «De 7 a 9 (De siete a nueve)» | Manuel Flores Monterrosas | 3:47     |  |
| 12.              | «Mujeres divinas»             | Martín Urieta             | 3:12     |  |

## Certificaciones
| País   | Organismo certificador | Certificación | Ventas certificadas | Simbolización |
| ------ | ---------------------- | ------------- | ------------------- | ------------- |
| México | AMPROFON               | Oro           | 30 000              | ●             |

## Premios y nominaciones
| Año  | Ceremonia              | Categoría                                                   | Resultado |
| ---- | ---------------------- | ----------------------------------------------------------- | --------- |
| 2014 | Premios Grammy Latinos | Mejor álbum ranchero                                        | Ganador   |
| 2015 | Premios Grammy         | Mejor álbum de música regional mexicana (incluyendo tejano) | Nominado  |